# Rue Saint-Éleuthère
Rue Saint-Éleuthère är en gata på Montmartre i Quartier de Clignancourt i Paris 18:e arrondissement. Rue Saint-Éleuthère, som börjar vid Rue Foyatier 11 och slutar vid Rue du Mont Cenis, är uppkallad efter diakonen och martyren Éleuthère (död 270).

## Omgivningar
- Sacré-Cœur
- Saint-Pierre de Montmartre
- Square Louise-Michel
- Carrousel de Saint-Pierre
- Place Saint-Pierre
- Montmartres bergbana

## Bilder
|  |

## Kommunikationer
- Bergbana Funiculaire
- Busshållplats Funiculaire – Paris bussnät, linje 40

### Webbkällor
- ”Rue Saint-Éleuthère”. Mairie de Paris. http://www.v2asp.paris.fr/commun/v2asp/v2/nomenclature_voies/Voieactu/8815.nom.htm. Läst 27 februari 2021.
- ”Rue Saint-Éleuthère”. Les rues de Paris. https://www.parisrues.com/rues18/paris-18-rue-saint-eleuthere.html. Läst 27 februari 2021.